# Cadrema
Cadrema is een vliegengeslacht uit de familie van de halmvliegen (Chloropidae).

## Soorten
- C. pallida (Loew, 1866)
- C. pallidus (Loew, 1866)